# Susan Piver
Susan Piver (* 29. November 1957) ist eine US-amerikanische Schriftstellerin und Meditationslehrerin.

## Leben
Susan Piver beschäftigt sich seit 1995 mit Buddhismus und verfasst Bücher auf der Grundlage der buddhistischen Lehre. Als Schülerin von Sakyong Mipham, Chögyam Trungpa und Tulku Thondup sieht sie sich dem Shambhala-Pfad verschrieben und unterrichtet Meditation seit 2005. Ihre Veröffentlichungen waren mehrfach in den Bestsellerlisten der New York Times vertreten.

## Auszeichnung
- 2007: Books For A Better Life Award für das Buch How Not to Be Afraid of Your Own Life[5][6]

## Werke (Auswahl)
- Die Weisheit eines gebrochenen Herzens, 2012
- Der achtsame Weg zu einem authentischen Leben, 2013